# Фомкино (городской округ Шаховская)
Фомкино — деревня в городском округе Шаховская Московской области.

## Население
| 1859 | 1926 | 2002 | 2006 | 2010 |
| ---- | ---- | ---- | ---- | ---- |
| 223  | ↗238 | ↘7   | ↗10  | ↘7   |

## География
Деревня расположена в южной части округа, примерно в 16 км к юго-востоку от райцентра Шаховская, у истока малой речки Житонки, правого притока реки Рузы, высота центра над уровнем моря 233 м. Ближайшие населённые пункты — Шляково на северо-западе, Большое Сытьково с Нечёсово на северо-востоке и Высокое на юге.
В 2 км от деревни находится остановка «Фомкино» автобусов № 44 и 50, следующих до райцентра.

## Исторические сведения
Около 1769 года Фомкино — сельцо Можайского уезда, владение Алексея Ивановича Шлеевского. К сельцу относилась пахотная земля (226 десятин, 410 саженей), лес (329 десятин, 1389 саженей), сенной покос (138 десятин, 130 саженей), неудобных земель было 36 десятин и 220 саженей, само селение занимало 14 десятин 1500 саженей, всего — 744 десятины, 1949 саженей. В сельце было 78 душ.
В «Списке населённых мест» 1862 года — владельческое сельцо 2-го стана Можайского уезда Московской губернии по правую сторону Волоколамского тракта из города Можайска, в 50 верстах от уездного города, при реках Рузе и Житахе, с 27 дворами и 223 жителями (112 мужчин, 111 женщин).
По данным на 1890 год деревня входила в состав Канаевской волости, число душ мужского пола составляло 86 человек.
В 1913 году — 26 дворов и усадьбы Е. К. Романовской и С. Е. Смирнова.
В 1917 году Канаевская волость была присоединена к Волоколамскому уезду, а в 1924 году ликвидирована согласно постановлению президиума Моссовета, и деревня была включена в состав Серединской волости.
По материалам Всесоюзной переписи населения 1926 года — центр Фомкинского сельсовета, проживало 238 человек (109 мужчин, 129 женщин), велось 46 крестьянских хозяйств, имелась школа.
С 1929 года — населённый пункт в составе Шаховского района Московской области.
1994—2006 гг. — деревня Серединского сельского округа Шаховского района.
2006—2015 гг. — деревня сельского поселения Серединское Шаховского района.
2015 г. — н. в. — деревня городского округа Шаховская Московской области.